# Події вересня-жовтня 1993 у Москві
Розгін З'їду народних депутатів та Верховної Ради Російської Федерації (рос. Разгон Съезда народных депутатов и Верховного Совета Российской Федерации, також відомий як "Штурм Білого Дому", "Розстріл Будівлі Ради", "Чорний жовтень", "Указ 1400", "Жовтневий путч", "Єльценський переворот 1993 року") — внутрішньополітичний конфлікт у Росії з 21 вересня по 4 жовтня 1993 року. Конфлікт відбувався під час конституційної кризи всередині країни та супроводжувався зброяними зіткненнями на вулиці Москви зі залученнями військових.
Конфлікт вібувався на фоні протистояння двох політичних сил — президента Російської Фередації Бориса Єльцина, голову уряду Віктора Черномирдіна, частини народних депутатів та членів Верховної Ради — сторонників президента з одного боку, та противників соціально-економічної політики президента та уряду на чолі з віцепрезидентом Олександром Руцьким та основної частини народних депутатів та членів Верховної Ради на чолі з Русланом Хасбулатовим з іншого боку.
Події розпочались 21 вересня, коли президент Єльцин своїм указом розпустив з'їзд народних депутатів та Верховну Раду, що порушувало тодійшню конституцію. Наступного дня Верховна Рада відсторонила Єлицьна від повноважень президента та оголосила вицепрезидента Руцького виконувачем обов'язків президента країни. Через два дні, з'їзд народний депутатів скликаний Верховною Радою оголосив про припинення повноважень Бориса Єльцина та оголосив його дії як державний переворот. Єльцин, однак, де-факт продовжував свої уповноваження. Його підтримав урад та керівництво силових структур (МВС, Міністерство оборони та міністерство безпеки). Правоохороні органи почали блокувати Будинок Рад, де засідали народні депутати. Протягом кількох наступних днів, тривали вуличні бої між членами опозиції та правоохороними органами. 3 жовтня, сили опозиції прорвали позицію навкоро Будіблі Ради Росії, захопили будівлю московської мерії та намагались захопити телецентр Осканткіно. 4 жовтня, до Москви увійшли лояльні до Єльцина військові, які обстріляли Білий Дім з танків та штурмували будівлю.
За різними думками, в результаті цих подій в Росії утворився напівавторитарний режим з керованою демократією та суперпрезидентською республікою.

## Суть конфлікта
21 вересня 1993 року президент Росії Борис Єльцин видав указ 1400 року про розпорядження вищого органу державної влади в Російській Федерації - З'їзду народних депутатів і постійно діючого законодавчого органу - Верховної Ради призупинити свою діяльність. Повноваження народних депутатів РФ припинено. Декрет був прийнятий на «Вибори депутатів до Державної Думи» і новий законодавчий орган, Федеральні збори, був обраний 11-12 грудня 1993 року. Конституційному суду було запропоновано не скликати засідання до того, як Федеральні збори почали свою роботу. У своєму телезверненні до громадян Росії Борис Єльцин звинуватив Верховну Раду і З'їзд народних депутатів у порушенні волі російського народу, політиці усунення президента, дезорганізації роботи уряду і перешкоджанні процесу встановлення верховенства права в Росії. Посилаючись на те, що чинна тоді Конституція не дозволила «фундаментального оновлення» державної влади в Російській Федерації, Єльцин заявив, що він «зобов'язаний розірвати це порочне коло».
Конституційний суд РФ за кілька годин дійшов висновку, що указ не відповідає певним положенням Конституції Росії і послужив підставою для відсторонення від посади президента Єльцина. Верховна Рада і позачерговий з'їзд народних депутатів, скликаний нею, відмовилися підкоритися указу президента, кваліфікували його дії як державний переворот і на підставі Конституції оголосили про припинення повноважень президента Єльцина з моменту видання указу 1400 і перехід їх до віце-президента Руцького. Захист Палати рад очолювали схвалені парламентом і Конгресом в.о Президент Росії Олександр Руцькой, голова Верховної Ради Руслан Руслан Хасбулатов і заступник міністра оборони Владислав Ачалов і його заступник Альберт Макашов. 24 вересня почалася тотальна блокада Будинку рад, де збирався З'їзд народних депутатів.

## Передісторія конфлікта
| 1990  | 1991  | 1992   | 1993  | 1994   |
| ----- | ----- | ------ | ----- | ------ |
| −3.0% | −5.0% | −14.5% | −8.7% | −12.7% |

## Хронологія подій

### 21 вересня
Увечері о 20:00 Борис Єльцин виступав на телебачені зі зверненням до народу про видачу наказу № 1400 - З'їзд народних депутатів, які мали повноваження вносити зміни до конституції і звільняти президента, а також постійно діючий законодавчий орган - Верховну Раду, яка могла накладати вето на президентські укази, припинити свою діяльність. Указом прийнято Положення «Про вибори депутатів Державної Думи» і призначено на проведення виборів до Державної Думи Федеральних Зборів Російської Федерації 11-12 грудня 1993 року.
Того ж дня у відповідь на телевізійне повідомлення Президія Верховної Ради РФ ухвалила постанову про припинення мандата президента Єльцина і призначення виконуючим обов'язки президента віце-президента Олександра Руцького. Бюро також вирішило, що указ 1400 не підлягає виконанню. Цією ж постановою 22 вересня була скликана позачергова сесія Верховної Ради з порядком денним «Про державний переворот в Російській Федерації».
Білий дім  - громадяни почали приходити, почався стихійний мітинг. Громадяни, які зібралися біля Будинку рад, за прикладом подій 19-21 серпня 1991 року почали будувати бар'єри. Парламентський центр на Цвітному бульварі та гараж Верховної Ради на Звенигородському шосе були заблоковані працівниками правоохоронних органів. Автоматичне міжміське підключення Будинку рад також було деактивовано.
При цьому Конституційний суд РФ, укладений на екстреному засіданні, указ 1400 і звернення Єльцина не відповідають Конституції РФ і служать підставою для відсторонення президента Єльцина від посади або активізації інших спеціальних механізмів для забезпечення його підзвітності

## Обличчя нагороджені державними нагородами за жовтневі події

### Герой Російської Федерації
- Беляєв Микола Олександрович — подполковник.
- Бистрицький Микола Тимофійович — сержант поліції[6].
- Єрін Віктор Федорович — генерал армії, міністр внутрішніх справ РФ[7].
- Грицюк Сергій Анатолійович (посмертно) — майор.
- Євневич Валерій Геннадійович — генерал-майор.
- Ігнатов Микола Іванович — гвардії подполковник.
- Кишинський Олександр Євгенович — майор поліції.
- Коровушкін Роман Сергійович (посмертно) — рядовий.
- Короченський Анатолій Анатолійович (посмертно) — старший сержант.
- Коршунов Сергій іванович (посмертно) — молодший лейтенант.
- Красников Костянтин Кирилович (посмертно) — старший лейтенант.
- Куроєдов Олексій Юрійович — старший сержант.
- Лобов Юрій Володимирович (посмертно) — рядовий.
- Лисюк Сергій Іванович — полковник внутрішніх військ.
- Маврин Олександр Іванович (посмертно) — старший лейтенант поліції.
- Михайлов Олександр Валерійович — лейтенант внутрішніх військ.
- Панков Олександр Єгорович (посмертно) — старший сержант.
- Панов Владислав Вікторович (посмертно) — рядовий.
- Петров Олег Михайлович (посмертно) — рядовий.
- Савченко Олександр Романович (посмертно) — подполковник.
- Селіверстов Сергій Олександрович — подполковник поліції.
- Сергєєв Геннадій Миколайович (посмертно) — молодший лейтенант.
- Ситников Микола Юрійович (посмертно) — рядовий.
- Смирнов Сергій Олегович (посмертно) — капітан.
- Фарелюк Антон Михайлович (посмертно) — молодший сержант.
- Хіхін Сергій Анатолійович (посмертно) — єфрейтор.

## Підтримка Єльцина
З самого початку конфлікту Єльцина активно підтримували Юрій Лужков, Віктор Черномирдін та Єгор Гайдар. В підтримку Кремля також висловлювались політики Володимир Жириновський та Григорій Явлінський.
Про підтримку дій Єльцина також виступала низька культуриних діячів (Леонід Ярмольник, Аркадій Арканов, Кирило Лавров)
5 жовтня у газеті "Відомості" був опублікований список в підтримку дій Єльцина від низьки діячів культури. Серед них було такі діячі культури, як: Дмитро Лихачов, Булат Окуджава, Данило Гранін, Андрій Дементьєв та інші. Також в підтримку президента висловився письменник Василь Аксьонов, дисиденти Андрій Синявський, Володимир Максимов, Володимир Буковський.

## Оцінки
Письменниця Валерій Новодворська так оцінила події 1993: Захід переконався, що Росія непередбачувала, Єльцину дозволено все, в тому числі воювати з Чечнею та дозволяти своїй охороні арештовувати банкірів, а демократи в Росії зрозуміли, що в них немає союзників, ні в обличчі президента, ні в обличчі червоних, коричневих, зелених чи помаранчевих сил.
Український та американський історик Сергій Плохій оцінює указ Єльцина про розпуск Верховної Ради як початок шляху Росії до автократної системи плавління.
| Прапор Росії | Це незавершена стаття про Росію. Ви можете допомогти проєкту, виправивши або дописавши її. |